# All Your Love Tonight (Live Milwaukee '80)
All Your Love Tonight (Live Milwaukee '80) es un bootleg en vivo de la banda británica Queen, grabado durante la gira de The Game.

## Antecedentes
El álbum fue grabado el 10 de septiembre de 1980 en el Milwaukee Arena, Wisconsin durante la etapa norteamericana de la gira de The Game. El álbum contiene 20 canciones, con una duración aproximada de 67:15.
El álbum fue reeditado el 6 de agosto de 2006 a través de Wardour Records.

## Lista de canciones
| Disco uno |                                       |          |  |
| N.º       | Título                                | Duración |  |
| 1.        | «Jailhouse Rock»                      | 1:54     |  |
| 2.        | «We Will Rock You» (Fast version)     | 2:34     |  |
| 3.        | «Let Me Entertain You»                | 2:37     |  |
| 4.        | «Play the Game»                       | 3:39     |  |
| 5.        | «Mustapha»                            | 2:23     |  |
| 6.        | «Death on Two Legs (Dedicated to...)» | 3:32     |  |
| 7.        | «Killer Queen»                        | 1:57     |  |
| 8.        | «I'm in Love with My Car»             | 1:59     |  |
| 9.        | «Get Down, Make Love»                 | 5:17     |  |
| 10.       | «You're My Best Friend»               | 1:56     |  |
| 11.       | «Save Me»                             | 3:44     |  |

| Disco dos |                                  |          |  |
| N.º       | Título                           | Duración |  |
| 1.        | «Fat Bottomed Girls»             | 3:10     |  |
| 2.        | «Love of My Life»                | 3:26     |  |
| 3.        | «Crazy Little Thing Called Love» | 3:32     |  |
| 4.        | «Bohemian Rhapsody»              | 5:07     |  |
| 5.        | «Tie Your Mother Down»           | 3:32     |  |
| 6.        | «Another One Bites the Dust»     | 3:16     |  |
| 7.        | «Sheer Heart Attack»             | 3:20     |  |
| 8.        | «We Will Rock You»               | 2:24     |  |
| 9.        | «We Are the Champions»           | 2:06     |  |

## Canciones omitidas
- «Keep Yourself Alive» 
  - del álbum Queen, 1973
- «Now I'm Here» y «Brighton Rock» 
  - del álbum Sheer Heart Attack, 1974
- «God Save the Queen» 
  - del álbum A Night at the Opera, 1975
- «Dragon Attack» 
  - del álbum The Game, 1980